# Изместьев, Михаил Григорьевич
Михаил Григорьевич Изместьев (1926—1994) — бригадир горнорабочих очистного забоя участка № 1 шахты имени Ярославского треста «Ленинуголь», Герой Социалистического Труда.

## Биография
В 1966 году бригадир горнорабочих очистного забоя шахты имени Е. М. Ярославского взял обязательства на комплексе ОМКТ добывать 120 тонн угля за смену, а ежемесячно — дополнительно не менее 1500 тонн угля.
Президиум Верховного Совета СССР Указом от 29.06.1966 года за выдающиеся заслуги в выполнении заданий семилетнего плана по развитию угольной промышленности и достижение высоких технико-экономических показателей в работе, присвоил звание Героя Социалистического Труда с вручением ордена Ленина и медали «Серп и Молот».
Михаил Григорьевич был делегатом 23 съезда КПСС, был на приёме у министра угольной промышленности Б. Ф. Братченко.
В последние годы М. Г. Изместьев проживал за пределами Ленинска-Кузнецкого. 
Скончался в 1994 году.